# Список самых высоких зданий Пенсильвании
Ниже представлен список зданий американского штата Пенсильвания высотой 150 метров и более — на 2018 год их насчитывается 23. Самое высокое здание в штате — Технологический центр Комкаст, высота которого 341,8 метров, что делает его 9-м по высоте зданием во всех США. Все эти небоскрёбы расположены лишь в двух городах штата: 14 в Филадельфии и 9 в Питтсбурге, причём ни тот ни другой не являются столицей штата.

## Список
По убыванию высоты. Знак равенства = после порядкового номера означает, что несколько зданий имеют одинаковую высоту.
| № п/п | Название                           | Город       | Фото | Высота без шпилей и антенн, м. | Надземных этажей | Год окончания постройки | Примечания, ссылки |
| ----- | ---------------------------------- | ----------- | ---- | ------------------------------ | ---------------- | ----------------------- | --- |
| 1     | Технологический центр Комкаст      | Филадельфия |      | 341,8                          | 59               | 2018                    | Самое высокое здание штата с ноября 2017 года, 9-е по высоте здание во всех США, 69-е по высоте здание в мире.                                                                             |
| 2     | Комкаст-центр                      | Филадельфия |      | 296,7                          | 57               | 2008                    | Самое высокое здание штата в 2008—2017 годах, 19-е по высоте здание во всех США, 99-е по высоте здание в мире.                                                                             |
| 3     | One Liberty Place                  | Филадельфия |      | 288,0                          | 61               | 1987                    | Самое высокое здание штата с 1987 по 2008 год. |
| 4     | Two Liberty Place                  | Филадельфия |      | 258,5                          | 58               | 1990                    | |
| 5     | U.S. Steel Tower                   | Питтсбург   |      | 256,3                          | 64               | 1970                    | Самое высокое здание в городе с 1970 года, самое высокое здание в штате с 1970 по 1987 год. Ранее известно под названием USX Tower.                                                        |
| 6     | BNY Mellon Center                  | Филадельфия |      | 241,4                          | 54               | 1990                    | Ранее известно под названиями Mellon Bank Center и Nine Penn Center. |
| 7     | Bell Atlantic Tower                | Филадельфия |      | 225,3                          | 55               | 1991                    | Ранее известно под названиями Three Logan Square и Verizon Tower. |
| 8     | BNY Mellon Center                  | Питтсбург   |      | 221,0                          | 54               | 1983                    | Ранее известно под названием One Mellon Center. |
| 9     | One PPG Place                      | Питтсбург   |      | 193,6                          | 40               | 1984                    | Самое высокое здание комплекса из 6 зданий. |
| 10    | G. Fred DiBona Jr. Building        | Филадельфия |      | 190,5                          | 45               | 1990                    | Ранее известно под названиями Blue Cross-Blue Shield Tower и IBX Tower. |
| 11    | Fifth Avenue Place                 | Питтсбург   |      | 187,8                          | 31               | 1988                    | Также известно под названием Highmark Place, ранее известно под названием Hillman Tower.                                                                                                   |
| 12    | One Oxford Centre                  | Питтсбург   |      | 187,5                          | 45               | 1983                    | |
| 13    | Gulf Tower                         | Питтсбург   |      | 177,4                          | 44               | 1932                    | Самое высокое здание в городе и штате с 1932 по 1970 год. |
| 14=   | One Commerce Square                | Филадельфия |      | 172,2                          | 41               | 1987                    | Комплекс состоит из двух идентичных зданий одинаковой высоты и этажности, но разного года постройки.                                                                                       |
| 14=   | Two Commerce Square                | Филадельфия |      | 172,2                          | 41               | 1992                    | Комплекс состоит из двух идентичных зданий одинаковой высоты и этажности, но разного года постройки.                                                                                       |
| 16    | Филадельфийская ратуша             | Филадельфия |      | 167,0                          | 9                | 1901                    | Самое высокое здание в мире с 1901 по 1908 год, самое высокое здание в США (исключая Нью-Йорк) с 1901 по 1924 год.                                                                         |
| 17    | Cathedral of Learning              | Питтсбург   |      | 163,1                          | 42               | 1936                    | Второе по высоте здание в мире, предназначенное для обучающихся (после МГУ). |
| 18    | 525 William Penn Place             | Питтсбург   |      | 158,5                          | 41               | 1951                    | Также известно под названием Three Mellon Center. |
| 19    | The Residences at The Ritz-Carlton | Филадельфия |      | 157,9                          | 44               | 2009                    | |
| 20    | K&L Gates Center                   | Питтсбург   |      | 155,8                          | 39               | 1968                    | Ранее также известно под названиями FreeMarkets Center, One Oliver Plaza и Ariba Center.                                                                                                   |
| 21    | 1818 Market Street                 | Филадельфия |      | 152,4                          | 40               | 1974                    | |
| 22    | The St. James                      | Филадельфия |      | 151,8                          | 45               | 2004                    | |
| 23    | Loews Philadelphia Hotel           | Филадельфия |      | 150,0                          | 36               | 1932                    | На крыше здания установлена антенна высотой 78 метров, то есть более половины собственной высоты небоскрёба. Также известно под названием PSFS Building. Самая высокая гостиница в городе. |